# Stazione di Montereale Valcellina
Stazione di Montereale Valcellina vasútállomás Olaszországban, Montereale Valcellina településen.

## Vasútvonalak
Az állomást az alábbi vasútvonalak érintik:
- Sacile-Pinzano-vasútvonal

## Kapcsolódó állomások
A vasútállomáshoz az alábbi állomások vannak a legközelebb:
- Stazione di Maniago
- Stazione di Aviano